# بهائی‌گری
بهائی‌گری کتابی است که احمد کسروی در رد و انتقاد از بهائیت نوشته‌است. ابتدای این کتاب با رد مهدویت، تشیع، شیخیه و کیش بابی شروع شده و نهایتاً به نقد دین بهائی می‌پردازد. وی در ابتدای گفتار یکم کتاب، بهائیگری را از بابیگری و بابیگری را از شیخی‌گری و شیخی‌گری را از شیعی‌گری برخاسته می‌داند؛ و مهدی‌گری را نیز بر پایه شیعی‌گری دانسته از این رو بهائیگری را از ابتدا پندار بر پندار بر پندار می‌داند.

## ارزیابی‌ها
محمد امینی، صوفی‌گری و بهائی‌گری کسروی را بی‌پایه‌ترین آثار پژوهشی وی می‌داند، به اعتقاد او علت نگارش آن‌ها صرفاً این بوده که کسروی می‌خواسته به شیعیان نشان دهد تنها با شیعی‌‎گری به ستیز برنخاسته است.
هوشنگ شهابی،  استاد تاریخ و روابط بین‌الملل در دانشگاه بوستون، ضدیت کسروی و فریدون آدمیت با بهائیان را متاثر از ملی‌گرایی افراطی و ستیز آنها با جهان‌ وطنی آئین بهائی می‌داند. به اعتقاد عرفان ثابتی، پژوهشگر بهائی زبان کسروی در بهائی‌گری «ناپیراسته و آلوده به دشنام و خوارداشت» است و دیگرستیزی فقیهانه و دشمنی او با تکثرگرایی دینی بر این اثر و کتاب صوفی‌گری او سایه افکنده است. در همین راستا بهمن نیک اندیش، در اثری که به واکاوی کتاب بهائیگری پرداخته، علت اصلی دشمنی کسروی با بنیانگذاران آئین‌های بابی و بهائی را نارواداری و انحصارطلبی فکری وی می‌داند.
عباس امانت، استاد بهایی تاریخ و مطالعات بین‌المللی و صاحب کرسی مطالعات خاورمیانه در دانشگاه ییل، درباره کتاب «بهائیگری» کسروی  می‌گوید: «انتقاد او از باب و بابیان شرایط تاریخی که نهضت نخست در آن پدیدار شد را در نظر نمی‌گیرد. بدون شک قضاوت‌های تفرعن آمیز او تحت تأثیر دیدگاه پاکدینی خودش است». عباس امانت معتقد است که این «جزوه جَدَلی» که در صدد بی‌اعتبار کردن جنبش بابی نگاشته شده، حتی بیشتر از آنچه کسروی تصور می‌کرد، طرز نگرش نسل‌های بسیاری از ناظران ایرانی و غیر ایرانی را نسبت به جنبش بابی، تاریخ و عقاید آن مشخص کرد. کمال مطلوب کسروی از تجّدد اثبات گرا و همخوان با ملی‌گراییِ پهلویِ زمانه اوست که نقش جنبش‌های تجّددخواه دینی را نادیده می‌گیرد و در صدد انکار آن است. کسروی در جنبش مشروطه به ندرت ذکری از بابیان می‌کند و حتی پیشینه تاریخی آنان را به عنوان جنبشی اعتراضی علیه علماء و حکومت قاجار نادیده می‌گیرد. کسروی و متفکران سکولار نسل‌های بعد از او اغلب تحتِ پوشش تجدد عُرفی دست به ایجاد نفرت و بی‌اعتمادی نسبت به گروه‌های دینی تجّددخواه و ناسازگار با جریان اصلی مذهب به‌خصوص بهائیان زده، و در موارد اذیت و آزار، خشونت و کشتار وحشیانه بابیان و بهاییان سکوت می‌کردند.